# Тунунгуа
Тунунгуа (исп. Tununguá) — город и муниципалитет в центральной части Колумбии, на территории департамента Бояка. Входит в состав Западной провинции.

## История
Поселение, из которого позднее вырос город, было основано в 1850 году. Муниципалитет Тунунгуа был выделен в отдельную административную единицу в 1962 году.

## Географическое положение

Муниципалитет Тунунгуа

Город расположен в западной части департамента, в гористой местности Восточной Кордильеры, на расстоянии приблизительно 65 километров к западу-северо-западу (WNW) от города Тунха, административного центра департамента. Абсолютная высота — 1020 метров над уровнем моря.
Муниципалитет Тунунгуа граничит на западе и юго-западе с территорией муниципалитета Пауна, на юге — с муниципалитетом Брисеньо, на юго-востоке — с муниципалитетом Сабоя, на севере и востоке — с территорией департамента Сантандер. Площадь муниципалитета составляет 77 км².

## Население
По данным Национального административного департамента статистики Колумбии, совокупная численность населения города и муниципалитета в 2015 году составляла 1840 человек.
Динамика численности населения муниципалитета по годам:
| 2005 | 2006 | 2007 | 2008 | 2009 | 2010 | 2011 | 2012 | 2013 | 2014 | 2015 |
| ---- | ---- | ---- | ---- | ---- | ---- | ---- | ---- | ---- | ---- | ---- |
| 1620 | 1646 | 1668 | 1689 | 1713 | 1739 | 1749 | 1771 | 1796 | 1820 | 1840 |

Согласно данным переписи 2005 года мужчины составляли 53,3 % от населения Тунунгуа, женщины — соответственно 46,7 %. В расовом отношении белые и метисы составляли 99,9 % от населения города; негры, мулаты и райсальцы — 0,1 %.
Уровень грамотности среди всего населения составлял 82,9 %.

## Экономика
53,9 % от общего числа городских и муниципальных предприятий составляют предприятия торговой сферы, 32,6 % — предприятия сферы обслуживания, 9 % — промышленные предприятия, 4,5 % — предприятия иных отраслей экономики.